# Mam'zelle Spahi
Mam'zelle Spahi è un film del 1934 diretto da Max de Vaucorbeil.

## Trama
Il colonnello della 32ª ha una relazione al di fuori della caserma, in un piccolo albergo discreto. Ma presto, il segreto inizierà lentamente a diventare noto.